# Логіка імперії
Логіка імперії (англ. Logic of Empire) — невелика науково-фантастична повість Роберта Гайнлайна. Входить в цикл творів «Історія майбутнього». Твір публіковано журналом Astounding Science Fiction в березні 1941.

## Сюжет
Сюжет про те, як людина, яка опинилась в неправильний час у неправильному місці, виплутується з халепи. Сюжет використовується Гайнлайном для пояснення того, як рабство виникає в кожній новій колонії.
Навіть у майбутньому, для нових колоній спочатку доступні тільки примітивні технології. Доставка машин, які необхідні для виконання робіт, є надто дорогою, тому робота буде виконуватись вручну. Якщо багато ручної роботи та не вистачає робочої сили — ринок рабства буде розвиватися. Через десятиліття, поки все ще існує надлишок землі, рабство не буде викорінене, бо колонія не буде мати можливості зібрати ресурси для інвестиції у розвиток місцевої промисловості. Через низьку ефективність рабської праці, колонія не зможе вивільнити робочу силу для цього, а ціна вільної праці не впаде настільки, щоб витіснити її.
Оповідання показує зацікавленість різних людей у підтримуванні рабства. В сюжеті немає лиходіїв; всі просто роблять свою роботу, керуючись економічною доцільністю. Навіть власник плантації бореться за виживання, головною мотивацією його є забезпечення засобів існування для своєї дочки.
Двоє заможних землян напідпитку сперечаються про те, чи існує рабство на Венері. Один з них просинається в незнайомому місці і виявляє, що він підписав контракт, де зголосився відпрацювати декілька років на Венері. І тепер, щоб не померти з голоду на Венері, він повинен працювати, щоб заощадити гроші на квиток до Землі. Компанія на аукціоні, подібному на аукціон рабів, продає його контракт фермеру. Фермер вирощує рослину «венеріанський гіацинт» на плантації біля північного полюса. Головному герою поручають керувати місцевими жителями-амфібіями для збору урожаю. Він розуміє, що йому знадобиться декілька років, щоб зібрати гроші, а неможливість заснути без місцевого наркотику віддаляє цю ціль кожен день.
Після бійки робітників з наглядачем, фермер вирішує продати провинних робітників на плантації Південного полюсу, де природні умови ще жорсткіші. Але троє робітників втікають у таємне поселення робітників-втікачів. Де головного героя знаходить його друг, який теж був завербований в ту ніч, але зумів зв'язатись зі своїми багатими родичами, які викупили його контракт.
Наприкінці оповідання головний герой вирішує написати книгу про рабство в колоніях. В ній він робить висновок, що через колоніальний підхід в економіці бідні стають біднішими, а багаті багатішими. І щоб ситуація покращилась, вона повинна стати спочатку ще гірше.

## Зв'язок з іншими творами
В оповіданні згадується дедалі більша популярність проповідника Неємії Скудера. Який захопив владу і побудував теократичну диктатуру в США, описану в повісті «Якщо це триватиме...».